# Герб Арзамаса
Герб Арзама́са наряду с флагом и гимном один из официальных символов городского округа города Арзамаса Нижегородской области Российской Федерации, отражающий исторические и местные традиции, символизирующий достоинство города и историческую преемственность.
Исторический герб Арзамаса, Высочайше утверждённый 16 августа 1781 года Указом Екатерины II, восстановлен Постановлением мэра города от 19 ноября 1993 года № 992 и внесён в Государственный геральдический регистр Российской Федерации с присвоением регистрационного номера 140.

## Описание и обоснование символики
Геральдическое описание (блазон) гласит:
В золотом поле два стропила — опрокинутое червлёное (красное) и зелёное, соединённые остриями в сердце щита.Постановление мэра города Арзамаса от 5 февраля 1997 года № 43
Существует несколько вариантов трактовки данного герба. Согласно одной из них, отсылающей к истории Арзамаса (и, в частности, походу Ивана Грозного на Казань в 1552 году), общая композиция герба обозначает битву между победителем (его символизирует верхнее червлёное стропило) — русским войском и побеждённым (нижнее зелёное стропило) — войском ордынцев. При этом красный цвет верхнего стропила соотносится с цветом щита в гербе Москвы, а зелёный цвет нижнего стропила — с цветом ислама. В соответствии с другой точкой зрения изображённые в гербе Арзамаса геральдические фигуры могут рассматриваться как четыре торговых тракта, проходившие через город и связывавшие его с Москвой, Нижним Новгородом, Саранском и Симбирском.
Ещё красный цвет обозначался как, прекрасный и красивый. Зелёный же цвет символ многочисленных степных кочевых племён, а два угла, которые сошлись в центе являются городом крепостью Арзамас.

## История

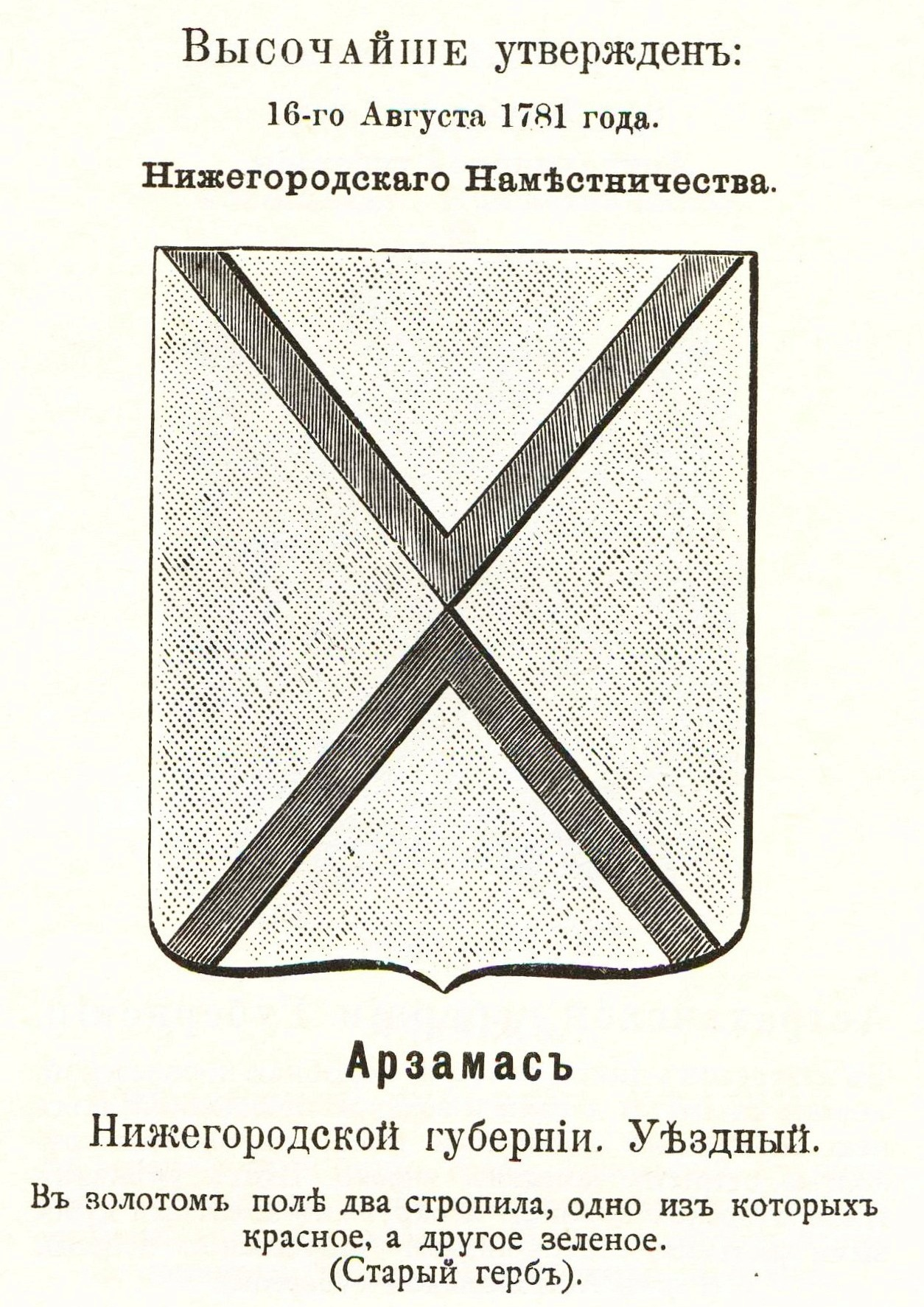
Исторический герб Арзамаса. 1781 год.
(из Гербовника П. П. фон Винклера)

Возникновение идеи создания герба Арзамаса приходится на период правления Петра I, по его указу которого в 1722 году при Сенате была учреждена Герольдмейстерская контора.
Считается, что за основу исторического герба Арзамаса, утверждённого в 1781 году, мог быть взят эскиз, приписываемый геральдисту Францу Матвеевичу Санти. Создание данного герба датируется ориентировочно 1725—1727 годами. Герб первоначально предназначался для помещения на амуницию и полотнища знамён Арзамасского полка.
В 1857 году бароном Бернгардом Васильевичем Кёне были добавлены украшения вокруг герба, которые были утверждены императором Александром II.
Другие источники сообщают, что в 1779 году герб изображался двумя красными лентами, крестообразно, из угла в угол, наподобие Андреевского креста на серебряном щите. Смысл этой символики остался загадкой для жителей города. Возможно герб указывал на то, что в Арзамасе ткали тесьмы или ленты из шёлка.